# کریستن کیت
کریستن کیت (انگلیسی: Kristen Kit؛ زادهٔ ۱۸ اوت ۱۹۸۸) قایقران روئینگ و دوچرخه‌سوار زن اهل کانادا است.